# Vanessa Bayer
Vanessa Polster Bayer, född 14 november 1981 i Cleveland i Ohio, är en amerikansk komiker och skådespelare.
Vanessa Bayer var en del av skådespelarensemblen i Saturday Night Live mellan 2010 och 2017. Hon har uppmärksammats för sina imitationer av bland annat Miley Cyrus och Hillary Clinton. Hon har även medverkat i långfilmen Trainwreck (2015).
Bayer tog examen från University of Pennsylvania 2004 och bor numera i New York.

## Filmografi i urval
- 2010–2017 – Saturday Night Live (TV-serie)
- 2013 – Dumma mej 2 (röst)
- 2015 – Trainwreck
- 2016 – Office Christmas Party